# Глењ
Глењ (фр. Glaignes) насеље је и општина у североисточној Француској у региону Пикардија, у департману Оаза која припада префектури Санлис.
По подацима из 2011. године у општини је живело 362 становника, а густина насељености је износила 66,79 становника/km². Општина се простире на површини од 5,42 km². Налази се на средњој надморској висини од 100 метара (максималној 116 m, а минималној 46 m).

## Демографија
| 1962. | 1968. | 1975. | 1982. | 1990. | 1999. | 2011. |
| ----- | ----- | ----- | ----- | ----- | ----- | ----- |
| 191   | 204   | 209   | 356   | 404   | 377   | 362   |

График промене броја становника у току последњих година